# Ole Berthelsen (geolog)
 For alternative betydninger, se Ole Berthelsen. (Se også artikler, som begynder med Ole Berthelsen)
Ole Berthelsen (24. marts 1919 i Nørresundby – 19. maj 2003 i Lyngby) var en dansk geolog.
Berthelsen blev student fra Marselisborg Gymnasium i 1938 og blev i 1946 cand.mag. i naturhistorie og geografi med geologi som hovedfag. Han blev dr.phil. i 1962 på en disputats om mosdyr, fundet i Fakses kalkaflejringer.
I 1947 blev han ansat ved Danmarks Geologiske Undersøgelse, hvor han blev assistent i 1949, afdelingsgeolog i 1952 og statsgeolog i 1961. Han var fra 1965 direktør for Danmarks Geologiske Undersøgelse og forlod posten i 1983 af helbredsårsager. Under hans ledelse blev aktiviteterne udvidet, bl.a. som følge af, at der blev fundet olie i Nordsøen, og at denne blev udvundet kommercielt. Ole Berthelsen blev tilsynsførende ved Dansk Undergrunds Consortiums olieboringer i Nordsøen.
1966 blev han medlem af Akademiet for de Tekniske Videnskaber. Han var medlem af Naturfredningsrådet 1974-1977, og i 1978 blev han bestyrelsesmedlem i DONG. I 1983 blev han formand for Vandrådet, og siden 1979 har han været medlem af Det Kongelige Danske Videnskabernes Selskab. Han har skrevet flere bøger og artikler om grundvandsforhold og bygeologi. Han var desuden formand for Dansk Geologisk Forening, for Den Nordiske Maringeologiske Kommission og for Råstofrådet. Han blev Ridder af Dannebrog i 1966 og af 1. grad i 1974.
Berthelsen ligger begravet på Mariebjerg Kirkegård.